# Biffy Clyro
Vous lisez un « bon article » labellisé en 2012.
Biffy Clyro est un groupe de rock alternatif britannique, originaire de Kilmarnock, en Écosse. Il est formé en 1995 et composé de trois musiciens : Simon Neil (chant et guitare) et les jumeaux James (basse) et Ben Johnston (batterie). Si leurs mélodies sont assez douces, celles-ci se construisent autour d'un son typiquement rock, avec une section rythmique bien présente. Simon Neil chante d'une voix puissante, parfois épaulé par les deux autres membres du trio qui assurent les chœurs.
Après leurs trois premiers albums, le groupe élargit son public de manière significative avec la sortie du quatrième opus, Puzzle, en 2007, qui est disque d'or au Royaume-Uni. Le cinquième, Only Revolutions, est lui disque de platine en 2010 et nommé pour le Mercury Music Prize, tandis que le sixième, Opposites, publié le 28 janvier 2013, atteint la tête du classement des ventes d'albums britanniques dès la première semaine et est disque d'or après seulement dix jours.
Depuis 1998, ils effectuent de longues tournées et sont très régulièrement en première partie du groupe Muse depuis 2007, ce qui leur permet de jouer dans de grandes enceintes telles que le Parc des Princes en 2007 et Wembley en 2010. C'est dans ce même stade que Biffy Clyro enregistre le 4 décembre 2010 son premier album live, Revolutions : Live at Wembley, sorti en 2011. Le trio ouvre ensuite pour Foo Fighters au Milton Keynes National Bowl devant 130 000 personnes sur deux soirs.

## Biographie

### Débuts difficiles (1995–2000)
Les débuts de Biffy Clyro datent de 1995, quand le guitariste Simon Neil alors âgé de quinze ans recrute Ben Johnston à la batterie et un certain Barry à la basse. Le groupe formé par les trois jeunes gens se fait appeler Screwfish dans une école de Kilmarnock. Barry est rapidement remplacé par James Johnston, le frère jumeau de Ben. Ils se découvrent une passion commune pour des groupes underground, de rock expérimental ou de post-hardcore, notamment Braid and Karade mais aussi de groupes plus connus comme Metallica et Guns N' Roses. Les trois amis passent les deux années suivantes à reprendre des chansons, à écrire et répéter leurs propres sons, mélanges de tempos décalés, de guitares, de chœurs et de cris sauvages.
Le 31 janvier 1995, ils jouent leur premier concert sous le nom de Skrewfish, en première partie d'un groupe appelé Pink Kross, au Key Youth Centre à East Kilbride, maintenant connu sous le nom de Universal Connections East Kilbride,. En 1997, le trio va à Glasgow, où Simon Neil étudie l'électronique dans la musique à l'Université de Glasgow et les jumeaux Johnston, l'ingénierie du son, au Stow College.

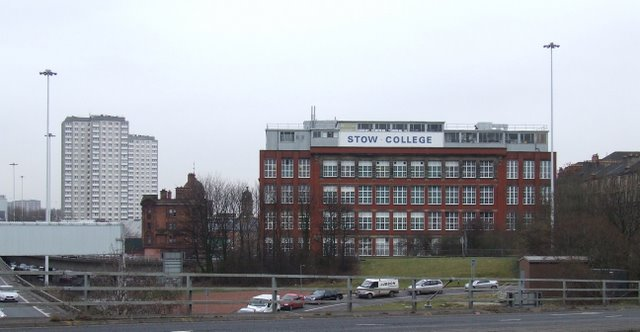
Vue du Stow College.

Après avoir joué plusieurs concerts autour de Glasgow, recevant des réactions positives et enthousiastes de leur auditoire, le groupe est repéré par Dee Bahl, qui devient ensuite leur manager. Celui-ci leur offre la chance de sortir un single sur le label indépendant d'Aereogramme : Babi Yaga. Iname est diffusé le 28 juin 1999 sur la Northsound Radio de Jim Gellatly, donnant au groupe son premier passage radiophonique.
Grâce à cette première version, le groupe est choisi par le Stow College pour enregistrer un disque sur le label Electric Honey. thekidswhopoptodaywillrocktomorrow est enregistré à Nerosa et sort le 13 juin 2000,. Après avoir été entendu par Vic Galloway de la BBC Radio Scotland, le groupe se voit offrir une place à l'antenne. Quelques jours auparavant, le groupe est repéré sur la scène des groupes indépendants au T in the Park 2000 par un représentant du label Beggars Banquet. Ils signent peu de temps après un contrat avec celui-ci.

### Ascension progressive (2001–2005)
Le 9 avril 2001, la chanson inédite 27 sort en single, et le groupe Taproot la nomme single de la semaine dans Kerrang! le 7 avril. Puis le 1er octobre 2001, c'est au tour de Justboy, une chanson de l'EP thekidswhopoptodaywillrocktomorrow d'être ré-enregistrée, puis sortie sous forme de single. L'opération est répétée le 4 février 2002 avec la chanson 57.
Finalement, le premier album du groupe, Blackened Sky, paraît le 11 mars et reçoit des critiques globalement positives. C'est à cette époque que le groupe commence de nombreuses tournées, notamment en faisant la première partie de Weezer, le 20 mars au Barrowlands de Glasgow. Le 15 juillet, le quatrième single extrait de l'album, Joy.Discovery.Invention, sort en tant que double face-A avec la chanson intitulée Toys, Toys, Toys, Choke, Toys, Toys, Toys, qui apparaît ensuite sur l'album The Vertigo of Bliss.

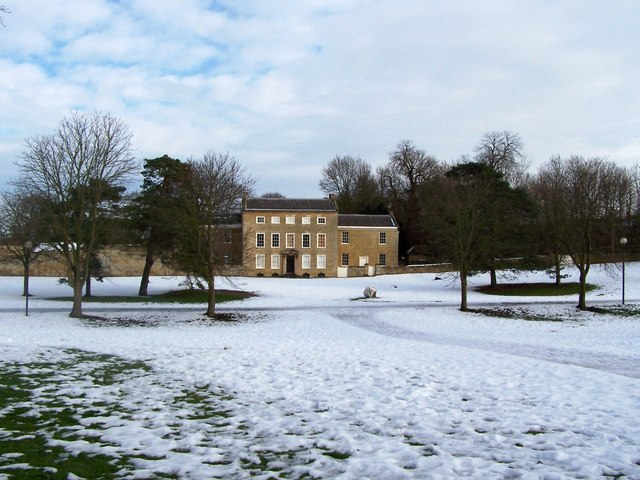
Le Linford Manor, lieu d'enregistrement de The Vertigo of Bliss.

En 2003, le groupe se retire dans le studio d'enregistrement Linford Manor, à Great Linford, près de Milton Keynes en Angleterre pour préparer une suite à Blackened Sky. James confie qu'ils ont travaillé comme pour le premier album. Le 24 mars, un nouveau single sort, intitulé The Ideal Height. Il est suivi par la chanson Questions and Answers le 26 mai. Le deuxième album du groupe, The Vertigo of Bliss, sort quant à lui le 16 juin. Il bénéficie lui aussi de critiques positives, axées majoritairement sur le côté expérimental de l'album en comparaison au premier et sur l'introduction d'instruments à cordes sur certains morceaux. Le 26 septembre, le quatrième et dernier single de l'album, Eradicate the Doubt, sort dans les bacs.
Après une tournée ininterrompue pour promouvoir The Vertigo of Bliss, le groupe se retire au Monnow Valley Studio à Monmouth, au Pays de Galles pour enregistrer un album dans la continuité des deux précédents. Le 31 mai 2004, la chanson There's No Such Thing As A Jaggy Snake est disponible en téléchargement sur leur site. Puis comme pour le précédent album, deux singles paraissent avant la sortie de celui-ci : Glitter and Trauma le 9 août et My Recovery Injection le 20 septembre. Le 4 octobre sort Infinity Land, nom donné au troisième album. Le 14 février 2005, le dernier single de l'album, Only One Word Comes To Mind sort dans les bacs. Le 16 février, le groupe reprend Take Me Out de Franz Ferdinand dans l'émission de Zane Lowe sur la BBC Radio 1 à Maida Vale. Lors d'une interview en avril, Simon explique le choix du titre de l'album et des différentes couvertures des singles qui en sont extraits, liés à l'univers sombre et mystérieux de Jeffrey Dahmer.
Les trois premiers albums ne seront joués qu'une seule fois en intégralité, à raison d'un par soir, du 13 au 15 décembre 2005 au King Tut's Wah Wah Hut à Glasgow,,. Puis le 16, un dernier concert est donné, au cours duquel certaines chansons du futur album sont présentées.

### Reconnaissance (2006–2008)

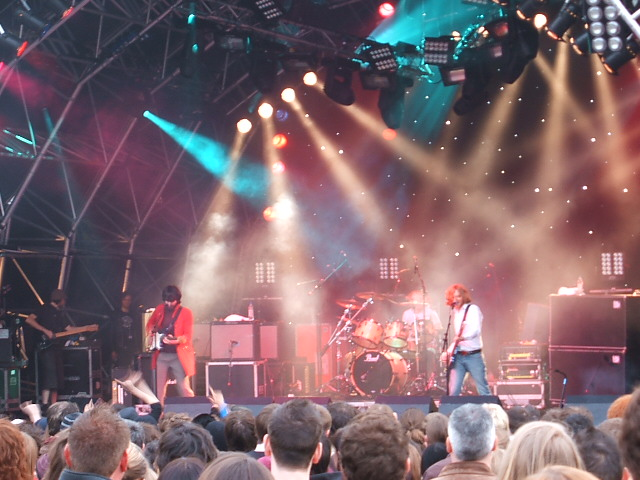
Biffy Clyro à Leeds en 2006.

En 2006, Biffy Clyro quitte Beggars Banquet pour 14th Floor Records, une branche de Warner Bros., un choix justifié par l'envie du groupe de « franchir un nouveau palier ». En septembre, le groupe va au Canada pour enregistrer son quatrième album au Warehouse Studio de Vancouver, conçu par Mike Fraser, et au Farm Studio de Gibsons. Semi-Mental est disponible en téléchargement le 26 décembre à la suite des sessions d'enregistrement.
La chanson Saturday Superhouse sort le 5 mars 2007, et atteint la 13e place des charts britanniques. Elle est suivie le 14 mai par Living is a Problem because Everything Dies. Le 17 mai, Biffy Clyro rejoint le label Roadrunner Records, une autre filiale du Warner Music Group, afin d'étendre la notoriété du groupe aux États-Unis et au Japon. Le 4 juin, paraît l'album Puzzle, très bien reçu par la critique, ce qui aide fortement le groupe à accéder aux rangs les plus élevés des charts. L'album atteint la seconde place dès la première semaine de sa sortie, recevant plusieurs notes parfaites. Il est élu meilleur album de l'année 2007 par Kerrang! et Rock Sound. L'album prend la 17e place en Irlande, et la 39e dans le monde. Il est certifié disque d'or au Royaume-Uni après avoir été vendu à plus de 220 000 exemplaires. En février 2009, on dénombre plus de 300 000 copies vendues dans le monde entier et il est désormais disque de platine depuis janvier 2012.
Cet album est remarquable de par ses chansons à la structure plus directe et ses sons plus mélodieux que leurs travaux antérieurs, tout en conservant certains éléments insolites. Selon les membres du groupe, il résume les deux dernières années du groupe qui ont été dures, vécues sous pression et constituent une période de transition, ce qui explique le titre de l'album. Le single Folding Stars paraît le 17 juillet 2007 et contraste avec les autres chansons extraites de l'album de par son rythme plus posé. Biffy Clyro fait la première partie de Muse au Parc des Princes et au nouveau Wembley notamment,. Les Who, les Red Hot Chili Peppers et les Rolling Stones font partie des groupes qui les ont aidés à avoir un public plus important. Le groupe a également joué au Download Festival 2007, au Glastonbury Festival 2007, au Reading and Leeds Festivals et au T in the Park pour une septième fois.
Le 25 août, le groupe annonce que Machines sera le prochain single de Puzzle, et celui-ci sort le 8 octobre. Le groupe fait ensuite la première partie de Linkin Park lors de leur tournée européenne en janvier 2008,, puis le groupe part avec les Queens of the Stone Age sur leurs tournées européenne et nord-américaine pour Era Vulgaris,. Il fait ensuite la première partie de Bon Jovi au stade de Twickenham pour le Lost Highway Tour, juste avant la sortie du dernier single Who's Got a Match? le 4 février, accompagné en face B de la reprise de la chanson de Rihanna, Umbrella.
Surfant sur le succès de l'album Puzzle, Beggars Banquet Records, l'ancien label du groupe, publie le 7 juillet, une compilation regroupant les singles des trois premiers albums. Nommée Singles 2001-2005, elle ne fait pas l'unanimité auprès de la critique et des fans qui pensent que sa sortie n'a qu'un but financier pour le label puisqu'il n'y a aucun inédit,.

### Only Revolutions(2009–2011)

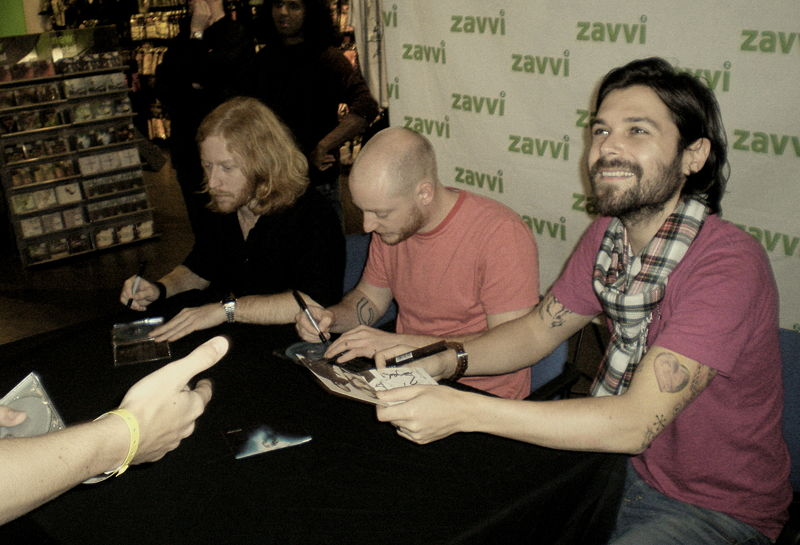
Biffy Clyro dédicaçant le single Mountains.

Le 25 août 2008, Biffy Clyro sort le single Mountains, qui atteint la 5e place des charts britanniques, ce qui est leur meilleur classement. Initialement sorti comme single unique, la chanson est finalement incluse sur l'album à venir en 2012. Elle fait partie des 40 chansons de rock les plus vendues du XXIe siècle au Royaume-Uni avec plus de 200 000 copies vendues. En décembre 2008, le groupe joue en concert ses titres les plus connus, notamment au Scottish Exhibition and Conference Centre (SECC) de Glasgow, premier centre national d'Écosse pour les événements publics qui peut accueillir 10 000 personnes.
Dans une interview à NME, ils déclarent qu'ils ont commencé à travailler sur le prochain album. Simon Neil précise qu'il inclurait des « riffs plus lourds que sur les précédents », alors que Ben Johnston, dans un entretien à Xfm, révèle qu'il se nommera Oli Coates et que 16 démos étaient déjà prévues. Le groupe travaille comme sur l'album Puzzle avec le producteur Garth Richardson aux Ocean Way Studios. Un article de Kerrang! publié en mars 2009 annonce que le groupe prévoit d'entrer en studio en avril, révélant au passage un titre du futur album : Boom, Blast and Ruin. Sur le site officiel, chaque semaine voit apparaître une nouvelle lettre, laissant préfigurer le titre de l'album, jusqu'à ce que Rock Sound mette en avant le titre officiel : Only Revolutions et non Only Exceptions, comme cela avait pu être vu.
Le 14 avril, Roadrunner Records met à disposition en téléchargement Missing Pieces – The Puzzle B-Sides, une compilation des faces B de l'album Puzzle et dont l'accès est restreint au territoire américain. Le 20 avril, Biffy Clyro effectue une version inédite de Mountains sur un balcon donnant sur la Reeperbahn à Hambourg lors de l'émission BalconyTV. Simon Neil affirme que « c'était la plus cool des sessions qu'ils aient jamais faites ».
En juillet 2009, Kerrang! révèle que le groupe a tourné le clip du premier single extrait du nouvel album, That Golden Rule, vidéo réalisée le 1er juillet à la Chiswick House, dans l'ouest de Londres. Ils jouent le morceau pour la première fois lors de l'émission de Zane Lowe sur la BBC Radio 1 le 8 juillet, annonçant au passage la sortie du single pour le 24 août. Celui-ci atteint la 10e place des charts britanniques. Sort ensuite dans les bacs The Captain, le 26 octobre, lui aussi après un passage dans l'émission de Zane Lowe le 8 septembre. Ils confirment au présentateur qu'ils feront la première partie de Muse pour 14 dates lors de leur tournée européenne. Dans une interview le 13 octobre, le trio explique avoir changé sa façon de travailler pour enregistrer leur cinquième album, même si ce n'est pas ce qui les a motivés dans le choix du titre de celui-ci puisque cela se rapporte plus au fait que la vie est une perpétuelle révolution. L'album comporte aussi plus d'idées positives et est beaucoup moins sombre que Puzzle.
L'album Only Revolutions paraît finalement le 9 novembre. L'album est très rapidement disque d'or au Royaume-Uni, puis disque de platine depuis juin 2010,. Le groupe devait effectuer un passage au plus grand festival néo-zélandais de musique, Rhythm & Vines, au Waiohika Estate Vineyard à Gisborne le 29 décembre, mais a dû finalement renoncer pour des « problèmes médicaux mineurs » concernant deux membres du groupe.
Le 18 janvier 2010, le quatrième single, Many of Horror, sort, puis le 24 février, la chanson The Captain est récompensée lors des NME Awards du prix de la meilleure vidéo,,. Le guitariste d'Oceansize, Mike Vennart, rejoint alors le groupe sur scène comme second guitariste depuis la tournée 2010 au Royaume-Uni. Biffy Clyro joue sur les scènes principales du T in the Park, d'Oxegen et du Reading and Leeds Festivals 2010. La chanson Bubbles sort le 3 mai, suivie de près par le dernier single de l'album, God & Satan, le 23 août.

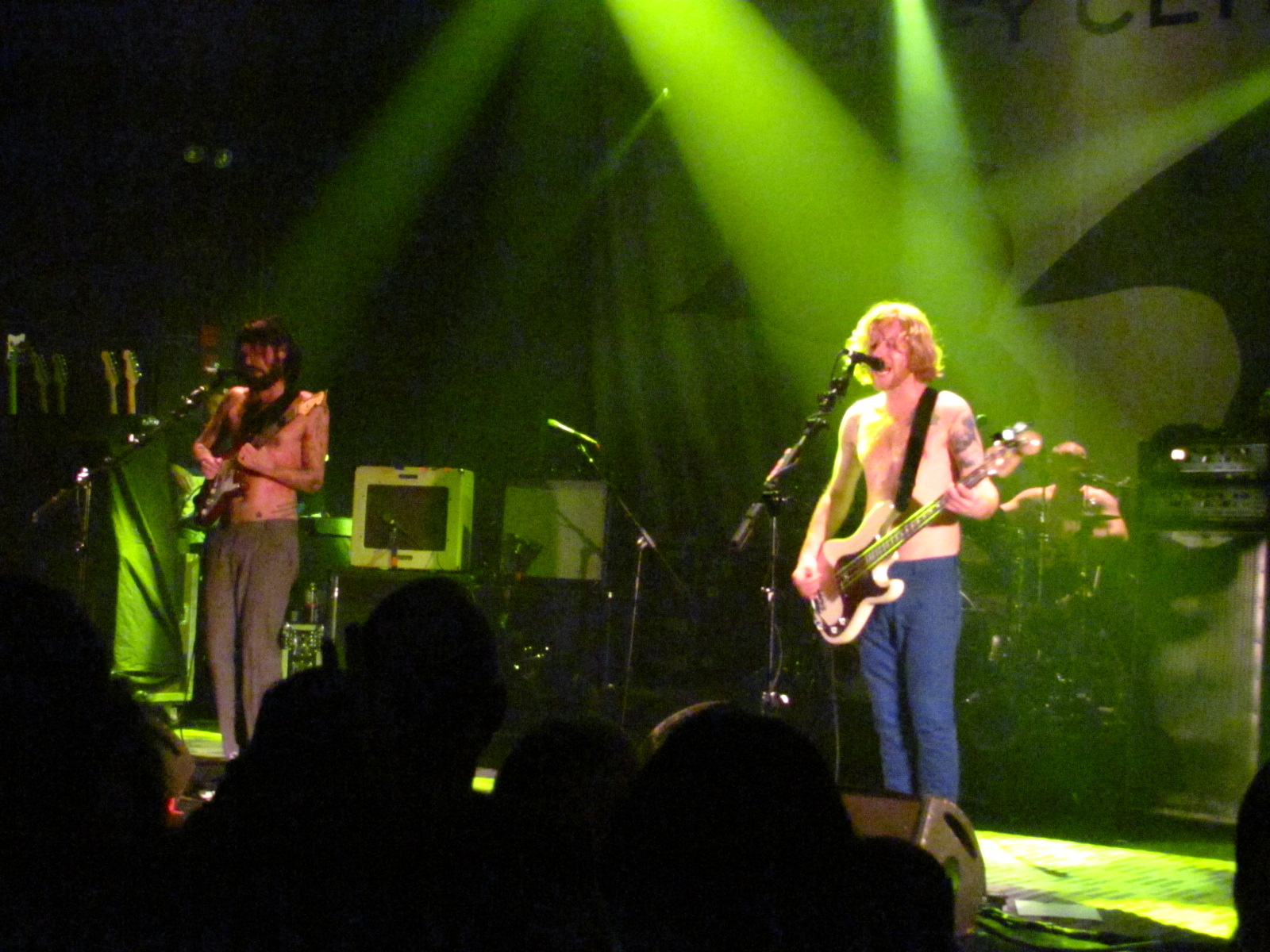
Biffy Clyro sur scène en 2011.

14th Floor Records sort au Royaume-Uni le même jour la compilation Lonely Revolutions, qui regroupe les face-B de l'album Only Revolutions, en vinyle 12" et est limitée à 300 exemplaires dans un premier temps, puis en CD, limité à 1000 copies ensuite. L'album est désormais disponible en libre téléchargement sur le site du groupe. Ils annoncent également qu'ils feront la première partie de Muse à Wembley le 11 septembre, après I Am Arrows et White Lies. Biffy Clyro repart ensuite en tournée au cours des mois de novembre et de décembre, avec trois dates consécutives en Écosse,, avant de jouer à Nottingham, puis à Wembley, début décembre. Ce dernier concert du 4 décembre 2010 est enregistré et donne lieu par la suite à la sortie de leur premier album live, Revolutions : Live at Wembley, le 27 juin 2011. Ils déclarent qu'ils comptent travailler sur leur prochain album à Noël.
Les 2 et 3 juillet 2011, Biffy Clyro fait la première partie des Foo Fighters devant 130 000 personnes (65 000 par soir) au Milton Keynes Bowl. Le groupe est ensuite en tête d'affiche du Sonisphere Festival de Knebworth, du Wakestock Festival au pays de Galles et de Rock en Seine.

### Opposites(2012–2014)
Biffy Clyro déclare fin 2011 à NME que l'enregistrement du sixième album a débuté et qu'il comporte à l'heure actuelle 22 pistes, dont deux, intitulées Black Chandelier et The Joke's On Us, déjà jouées lors de récents concerts du groupe. Puis, début 2012, Simon Neil confirme à Q Magazine que le sixième opus du groupe sera un double album, probablement terminé pour avril et dont la sortie est programmée avant l'été. La majorité de l'enregistrement se fait à Los Angeles. Il décrit l'album comme le récit de choix faits face à « une fourche sur une route ». L'un des disques évoquera les bonnes décisions, l'autre, les mauvaises. De passage à la BBC Radio 1, Neil annonce que l'album comportera vingt chansons, soit dix par disque. Il sera « puissant », écrit d'une manière différente des autres et comportera quelques chansons instrumentales.
Le 10 mai, ils publient une vidéo qui présente l'enregistrement du nouvel album aux LA Studios. L'opus est produit par Garth Richardson, comme le précédent. Le 19 mai, ils mettent en place une webcam dans les studios qui diffuse en direct sur leur site l'enregistrement de l'album. Comme tous les ans, ils profitent de l'été pour effectuer de nombreuses scènes, notamment à travers les festivals, tels que le RockNess, le Download Festival, et le Festival de l'île de Wight,. Le 31 juillet, Biffy Clyro fait un passage dans l'émission de Zane Lowe à la BBC Radio 1 et le groupe joue en avant-première la chanson Stingin' Belle du futur sixième album. Lors de ce passage, Simon Neil annonce que Opposites est le titre du nouvel opus et qu'il sera bien composé de deux parties intitulées The Land at the End of Our Toes et The Sand at the Core of Our Bones. Le lendemain, les trois écossais mettent en ligne sur le site officiel le clip vidéo du morceau qui paraît le 17 septembre.
Le lendemain, le groupe publie sur son site officiel la liste des chansons, les dates de mise en vente et les formats disponibles d'Opposites. En pré-commande à partir de ce jour, l'album sera ainsi dans les bacs à partir du 28 janvier 2013 au Royaume-Uni et en France notamment, puis les 25 et 29 janvier pour les autres pays de l'Europe occidentale. Aucune date n'est donnée en revanche pour le Japon, l'Océanie et le continent américain. Un mois plus tard, et un peu comme ils l'avaient faits pour Only Revolutions, ils révèlent la pochette de l'opus petit à petit. Ainsi, l'image apparaît progressivement plus le nombre de messages Twitter comportant l'inscription #BiffyOpposites est élevé,,,. En moins de 12 heures, plus de 9 000 messages sont postés afin de la découvrir intégralement. Le 22 octobre, Biffy Clyro communique les dates d'une tournée au Royaume-Uni et en Irlande pour les mois de mars et avril 2013. Puis, le 19 novembre, le groupe annonce lors de l'émission de Zane Lowe sur la BBC Radio 1 que le premier single de l'album, Black Chandelier, sort le 14 janvier 2013.
Alors que le single Black Chandelier accède à une bonne 14e place du classement des singles, Opposites est un succès dès sa sortie, se plaçant à la première place des charts britanniques,, une première pour le groupe qui n'avait jamais fait mieux que deuxième avec Puzzle. Cette réussite s'explique par des ventes « spectaculaires », les plus rapides de l'année 2013 avec 71 500 exemplaires vendus en une semaine outre-Manche. En comparaison, il s'était vendu 37 000 copies pour Puzzle et 43 000 pour Only Revolutions sur la même période. L'album est alors disque d'argent dès le 1er février, puis disque d'or sept jours plus tard, soit dix jours après sa sortie. Biffy Clyro se retrouve donc nommé dans les catégories « Meilleur groupe britannique » et « Meilleur groupe sur scène » pour les NME Awards 2013 aux côtés de groupes tels que les Rolling Stones, Kasabian ou Blur, et remporte la première catégorie. Début mars, Revolutions : Live at Wembley obtient un disque d'argent, soit plus de 60 000 unités vendues. Après deux petites tournées en Europe et au Royaume-Uni,, le groupe accompagne Muse en Amérique du Nord. Biffy Clyro est malheureusement contraint de mettre fin à son voyage dès le 18 avril car Simon Neil rencontre de graves problèmes respiratoires lors des spectacles du 15 et 16 avril au Madison Square Garden de New York, qui pourraient mettre sa santé en danger sur le long terme. Le groupe remporte un peu plus tard le Kerrang! Awards du « Meilleur album » pour Opposites,.
Biffy Clyro remonte sur scène pour la tournée européenne de Muse, avec notamment un passage au Stade de France le 22 juin, puis participe à une vingtaine de festivals européens tout au long de l'été, dont le Bilbao BBK Live Festival, le Rock am Ring et la tête d'affiche du Reading and Leeds Festivals. L'année s'achève par une nouvelle grande tournée européenne du 31 octobre au 16 décembre et le prix du « Meilleur album » aux Q Awards 2013. Le 1er décembre, le groupe sort un deuxième album live, Opposites : Live from Glasgow, qui est réservé uniquement aux marchés allemand, autrichien et suisse et qui propose quatorze chansons du concert donné le 1er avril au Clyde Auditorium de Glasgow.
En 2014, le trio prévoit une petite tournée aux États-Unis et au Canada début février, avant de participer au Soundwave Festival en Australie jusque début mars, et au RAMFest (en) en Afrique du Sud le weekend du 6 au 9 mars, une première dans ce pays pour les écossais. Biffy Clyro sera aussi en tête d'affiche du Festival de l'île de Wight à la mi-juin. Lors d'une interview au magazine Kerrang! en début d'année, Neil explique que le groupe publiera avant la fin 2014 un album de faces-B intitulé Similarities, à partir de chansons enregistrées pour Opposites mais qui n'avaient finalement pas été retenues. Le chanteur précise également que bien qu'ils aient déjà composé quatre chansons au piano et quelques riffs de guitare, ils ne prévoient pas de sortir un nouvel album studio avant 2015. La compilation sort le 21 juillet au Royaume-Uni et en Europe, deux semaines avant l'Amérique du Nord et l'Australie.

### Ellipsis(2015-2016)
Juste avant une série de trois concerts à guichets fermés au Barrowland Ballroom (en) de Glasgow début décembre, Ben annonce que 2015 sera une année calme, car « ils ne souhaitent pas être trop vus par les gens au risque de devenir ennuyeux ». Travaillant déjà sur leur futur album, il ajoute qu'ils profiteront de cette période pour enregistrer à l'été, « en dehors d’Écosse » et très probablement dans un lieu « exotique, où il fait beau et chaud ». Début 2015, Neil confirme que vingt chansons sont déjà presque intégralement composées pour le prochain album, mais n'exclut pas qu'il pourrait n'en contenir que dix, afin « d'être vraiment concis après le double-album ». Il ajoute que « les titres seront plus dépouillés et très probablement plus agressifs également en conséquence ». Fin octobre, le groupe annonce sa présence aux Rock am Ring et Rock im Park 2016 et confirme enregistrer son futur album. Un mois plus tard, Neil diffuse des photos de leur enregistrement avec le producteur Rich Costey aux studios Eldorado de Los Angeles et explique s'être influencé de Deafheaven, de Tears for Fears et de Death Grips pour composer les chansons,. Lors de leur prestation pour Hogmanay à Édimbourg, ils jouent en avant-première le morceau On a Band. Le 21 mars, lors de leur passage dans l'émission de Zane Lowe et à la suite de la première écoute du single Wolves of Winter, ils annoncent la sortie de leur nouvel album, Ellipsis, pour le 8 juillet sur les labels Warner Bros. Records et 14th Floor Records. Neill le décrit comme le départ d'un nouveau chapitre et explique qu'à cet effet, ils ont essayé de le faire comme un premier album.

### MTV UnpluggedetBalance, Not Symmetry(2017-2019)
Le 8 novembre 2017, le groupe donne un concert acoustique au Roundhouse de Londres dans le cadre de l'émission MTV Unplugged. Le 13 avril 2018, le groupe annonce la sortie pour le 25 mai d'un album live enregistré au cours de celle-ci, ainsi qu'une tournée acoustique de quelques dates en septembre, dont le Bataclan à Paris le 25,. Au moment de la sortie de MTV Unplugged: Live at Roundhouse, London, Neil indique à Radio X qu'ils ont réalisé la musique du film Balance, Not Symmetry, dont la sortie est prévue avant la fin de l'année 2018. Ils prévoient de promouvoir les douze chansons de celle-ci avec une tournée en 2019, avant la parution de leur huitième album studio (A Celebration of Endings). L'album Balance, Not Symmetry sortira le 17 mai 2019 tandis que le film du même nom sera présenté à un festival de film à Édimbourg le 23 juin 2019.

### A Celebration of Endings(depuis 2020)
Le 20 février 2020, le groupe dévoile un nouveau titre Instant History. Un second single, End Of, sort le 5 mars. Biffy Clyro annonce en même temps leur nouvel album dont ces titres font partie. A Celebration of Endings est alors prévu pour le 15 mai 2020 mais en raison de la pandémie de Covid-19, la sortie sera repoussée au 14 août. 

## Influences

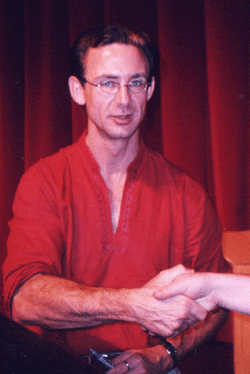
Chuck Palahniuk en 2007.

Le groupe se distingue aussi par une certaine influence littéraire, qui se traduit par la richesse des paroles et des thèmes abordés dans les albums. Leurs compositions sont généralement orientées sur des œuvres avant-gardistes sombres et traitant de l'horreur.
Le titre de la chanson Joy.Discovery.Invention est tiré de la nouvelle Choke de Chuck Palahniuk parue en 2001.
« And because there's no possibility of real disaster, real risk, we're left with no chance for real salvation. Real elation. Real excitement. Joy. Discovery. Invention. »
— Chuck Palahniuk, Choke
Le titre du premier album The Vertigo of Bliss provient d'une phrase du roman contemporain I, Lucifer de Glen Duncan. L'album Infinity Land évoque le concept de paradis tel que le voyait le tueur en série Jeffrey Dahmer. Le cinquième album Only Revolutions est intitulé d'après le roman éponyme publié en 2007 par Mark Z. Danielewski, qui se trouve être aussi un fan du groupe. Parmi leurs influences, on peut aussi citer les poètes britanniques John Donne ou Percy Bysshe Shelley.
Musicalement, Biffy Clyro revendique des influences telles que Metallica, Pixies, Weezer, Fugazi et Rush, n'hésitant pas à s'auto-désigner comme « le Nirvana britannique ». Le groupe s'entoure de personnes importantes dans le milieu musical contemporain, avec notamment le producteur canadien Garth Richardson pour Only Revolutions et l'ingénieur du son américain Andy Wallace sur Puzzle et Only Revolutions.

## Style musical
Si la musique de Biffy Clyro évolue au cours des albums, les mélodies et les thématiques générales de leurs chansons restent similaires. Simon Neil chante et marque le tempo de sa guitare, une Fender Stratocaster, pendant que James l'accompagne de sa basse, une Fender Jazz Bass. Ben Johnston joue sur des cymbales Sabian et une batterie Pearl Drums pour marquer le tempo d'une musique dont les textes traitent de thèmes tels que la mort (Living is a Problem Because Everything Dies), l’enfance (Joy.Discovery.Invention/Toys, Toys, Toys, Choke, Toys, Toys, Toys), l’amour (Many of Horror), ou encore la drogue et les addictions (My Recovery Injection). Leur musique se veut mélodique, ambitieuse et mystérieuse, se ressentant des influences que le groupe revendique : Rush, Sunny Day Real Estate, Guns N' Roses ou Metallica.

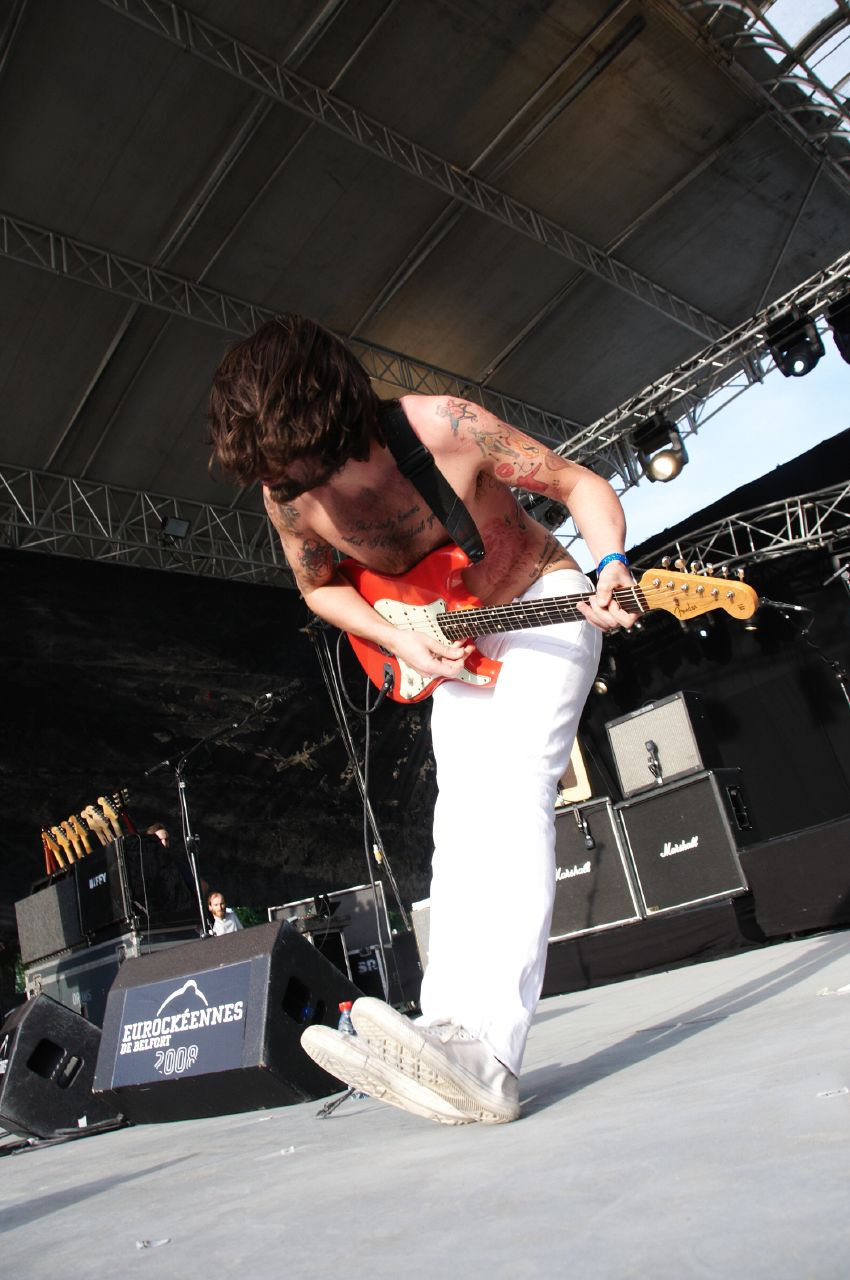
Simon Neil en 2008.

Même s'ils sont originaires d'Écosse, leur style se rapproche plus de ce qui se fait habituellement aux États-Unis et n’est pas sans rappeler les Foo Fighters. Toutefois, certaines chansons sont clairement de douces et mélancoliques ballades (Diary of Always, Folding Stars). Bien que leur musique ait changé, passant d'un style post-hardcore à leurs débuts, à un rock alternatif aujourd'hui, l'influence de chaque membre dans le groupe est toujours la même. La guitare est rapide et forte en sonorité, elle est prépondérante dans les chansons rythmées par la basse, tandis que la batterie donne de la force aux morceaux. La voix de Simon, associée à celle des deux frères Johnston en chœur, apporte de la profondeur à leur musique dont les sujets abordés se ressentent de l'influence de Nirvana, comme le dit Stéphane Deschamps des Inrockuptibles.

« En tout cas, trouver la grâce dans la dissonance et l'ivresse dans l'amertume, façon Nirvana, Biffy Clyro sait le faire. Chanter à la Kurt, la voix recouverte d'un voile qui parfois craque et vomit des flots de bile, Biffy Clyro sait le faire aussi. Mais Biffy Clyro sait faire encore plein d'autres trucs. Il y a dans ce disque un impressionnant travail sur le son. Ici, la guitare redevient un instrument à découvrir, non sans dangers. Biffy Clyro est parfois à la limite du métal, un métal fin et coupant, d'immenses feuilles d'aluminium qui claquent dans la tempête. Ce groupe joue du hardcore romantique et épuisé, du rock avec les nerfs qui lâchent, des perles pop montées sur métal. Biffy Clyro, c'est : trop de rage, trop de puissance, trop d'intelligence, trop d'aride beauté et finalement trop de grâce pour qu'on réduise ce groupe au statut de sous-Nirvana. Dans le bouddhisme, nirvana signifie "extinction de la douleur". Biffy Clyro est passé par Nirvana pour atteindre le nirvana. »

— Stéphane Deschamps, Inrocks
Prisé des grands groupes du genre comme Muse, Queens of the Stone Age ou Foo Fighters pour leurs premières parties, Biffy Clyro propose sur scène des prestations travaillées. Le groupe est d'ailleurs récompensé dans la catégorie « Meilleur groupe live » en 2011 par un NME Awards et un Q Awards. Afin de renforcer l'atmosphère que dégage leur musique, le trio est depuis le printemps 2010 accompagné d'un second guitariste sur scène en la personne de Mike Vennart (Oceansize).

## Accueil médiatique

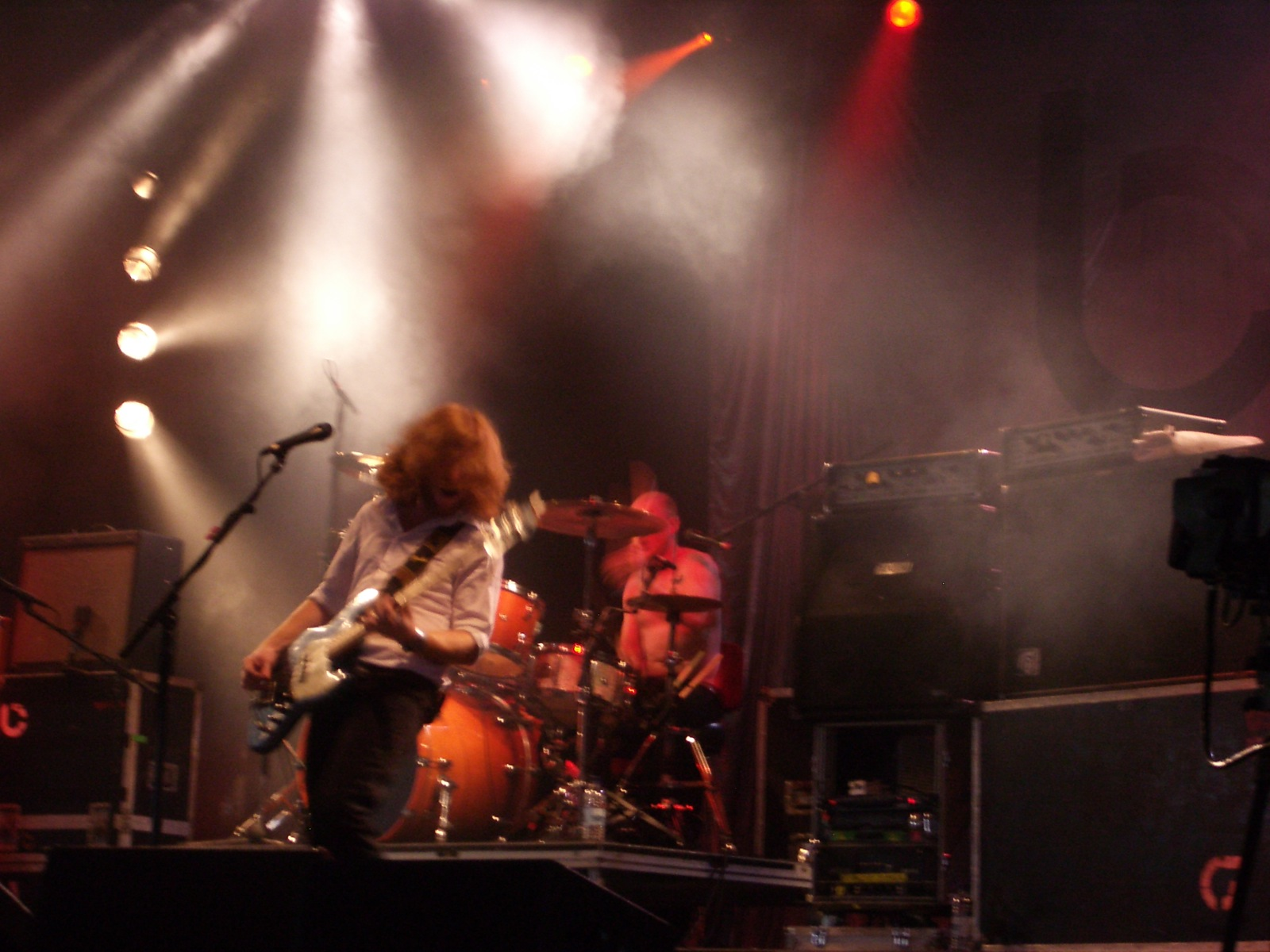
Biffy Clyro en 2007.

Le groupe n'a pas été soutenu par tous les magazines rock britanniques et américains. Les trois premiers albums du groupe ont d'ailleurs peu bénéficié de l'attention des médias importants du milieu, puisque NME et AllMusic n'ont noté que le premier et l'ont alors jugé médiocre. Kerrang!, et en particulier Ashley Bird, une rédactrice qui apprécie leur musique, a été derrière Biffy Clyro dès le début, leur attribuant 4/5 au minimum. Les autres magazines attendent la sortie en 2007 de l'album Puzzle, qui est un véritable succès au Royaume-Uni, pour s'intéresser au groupe,,, NME le faisant album de la semaine de l'édition du 26 mai 2007. L'album Only Revolutions, sorti en 2009, reste dans la continuité et obtient lui aussi de bonnes critiques générales de la part des médias,, et du public puisqu'il est double disque de platine. Malgré une popularité grandissante dans le monde, Biffy Clyro reste un groupe encore généralement peu connu du grand public, comme le souligne Simon Neil lors d'une interview à NME sur leur tournée aux côtés des Foo Fighters, affirmant que le public américain le confond régulièrement avec Dave Grohl.

## Autour du nom

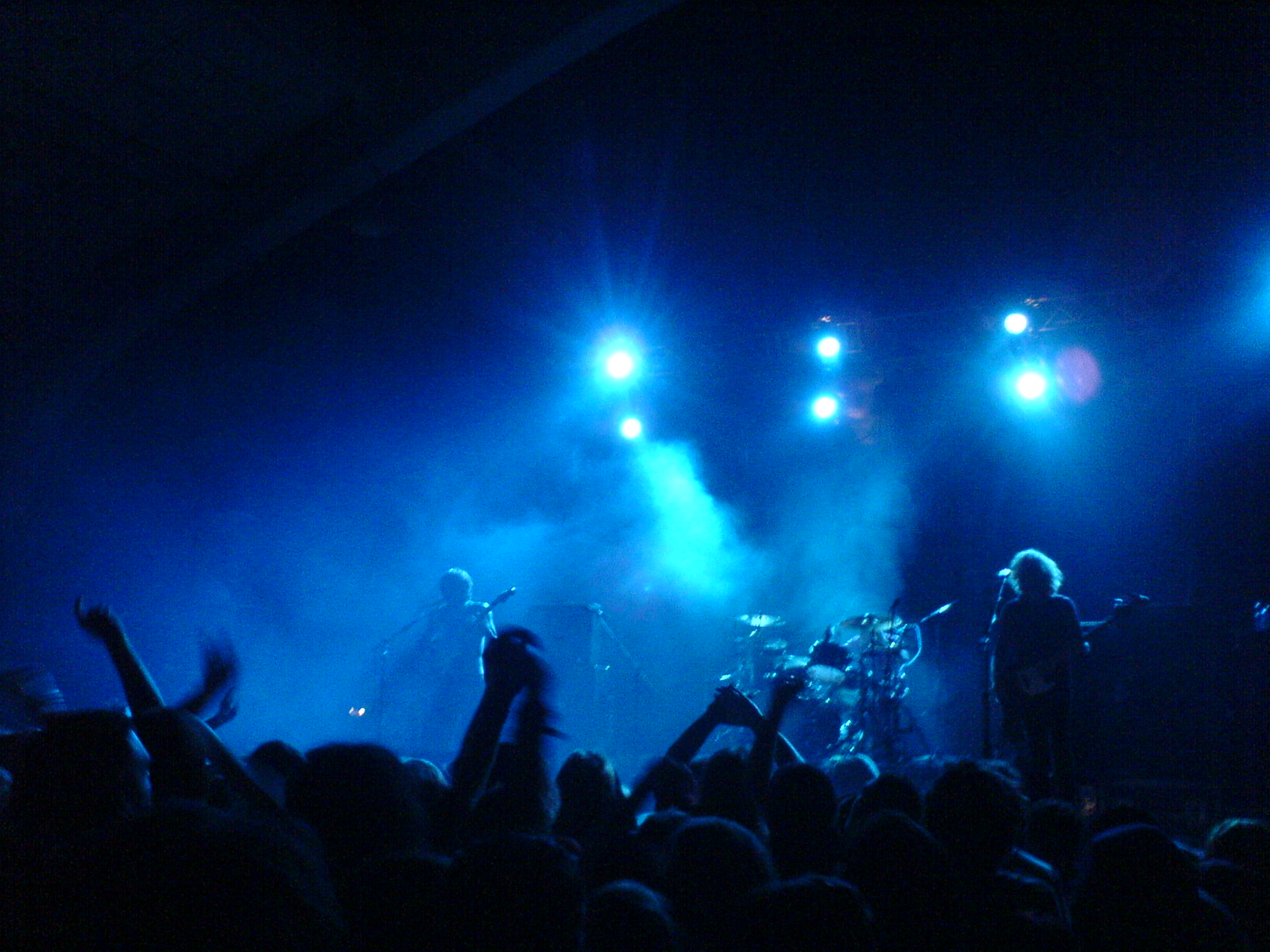
Biffy Clyro sur scène en 2009.

Le groupe n'a jamais réellement divulgué l'origine du nom Biffy Clyro. Ils donnent systématiquement des explications différentes sur la façon dont le nom leur est venu, racontant par exemple qu'un footballeur appelé Biffy Clyro a joué pour l'Ayr United Football Club, et tout en admettant qu'ils les inventent parce qu'ils sont fatigués qu'on leur pose la question. Une autre version est que l'un des membres possédait un stylo de Cliff Richard, surnommé « Cliffy Biro », nom qui a été accidentellement inversé lors d'une soirée bien arrosée. Simon Neil semble confirmer que c'est la bonne version dans une interview à Eve Jackson sur France 24 en 2010, déclarant au passage que c'était « un nom stupide » et « bizarre », notamment à retenir pour les gens découvrant leur musique ou bien encore à leurs débuts. Dans une autre interview, ils disent que le nom de Biffy Clyro est né de l'acronyme « Big Imagination For Feeling Young 'Cos Life Yearns Real Optimism ». Lors de leur passage à l'émission BalconyTV, Simon Neil affirme que leur nom provient d'une équipe de football finlandaise du XVIIe siècle.
En août 2011, Ben Johnston raconte : « Eh bien, c'est un mariage de deux mots : Biffy est en fait le surnom de l'espion sur lequel sont basés les romans de James Bond et Clyro est une ville du pays de Galles, où nos deux familles… ont l'habitude d'aller en vacances ».
Biffy Clyro a en outre une sorte de slogan, qui est « Mon the Biffy! » ou « Mon the Biff! », et leur public a pris l'habitude de le hurler avant et pendant les concerts. Il est même parfois utilisé par le groupe sur scène. Il s'agit en fait d'une simplification typiquement écossaise de « Come on, the Biffy! » (littéralement : « Allez, les Biffy ! »).

## Membres

### Membres actuels
- Simon Neil - guitare, chant
- James Johnston - basse, chœurs
- Ben Johnston - batterie, chœurs

Photographies des membres actuels
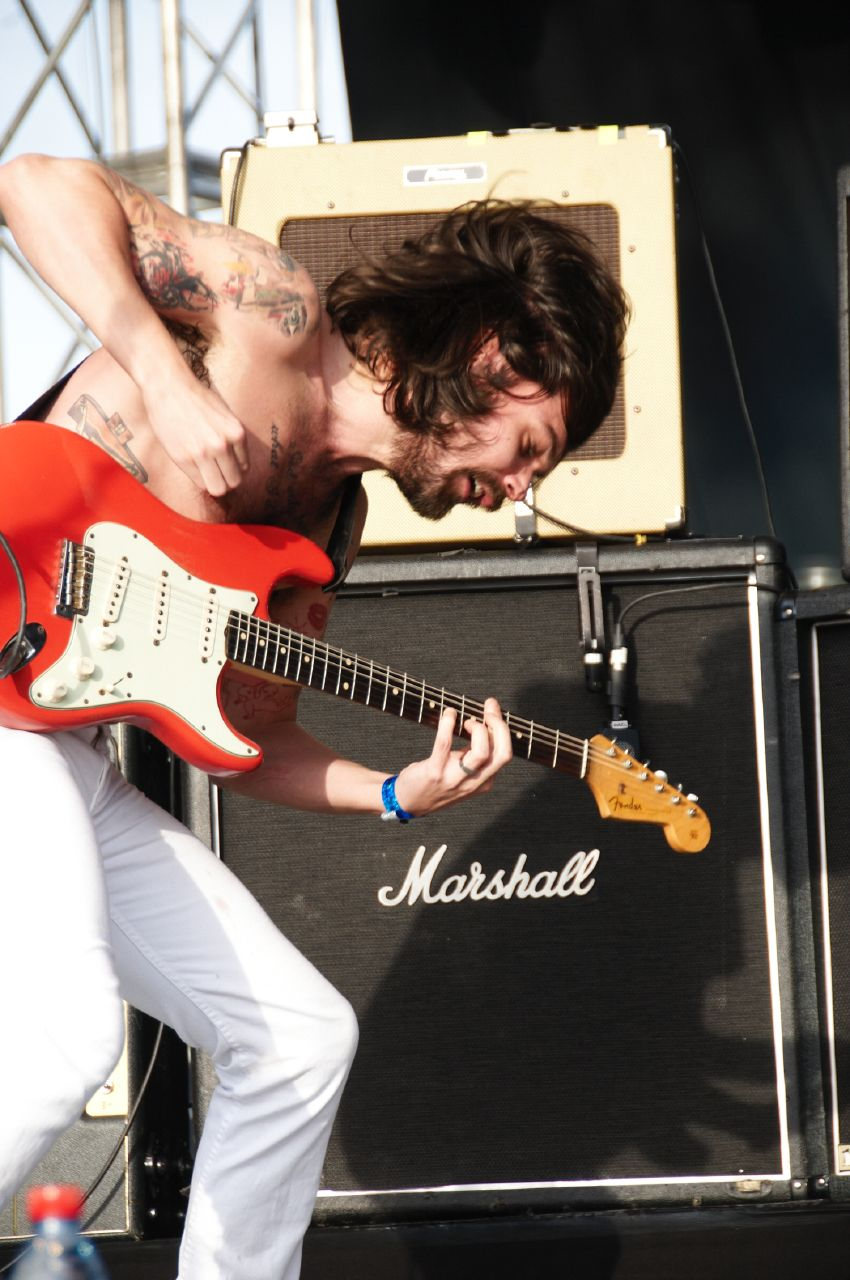
Simon Neil.
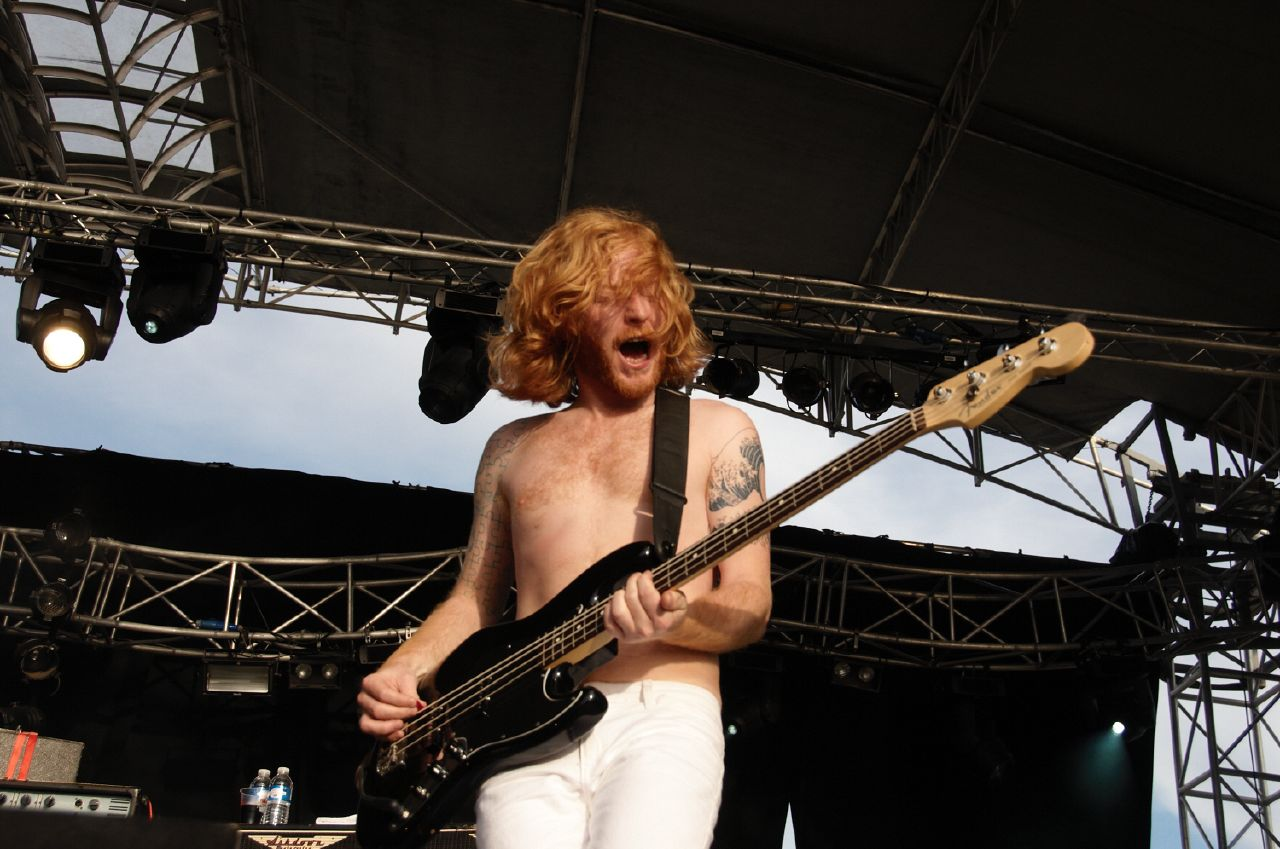
James Johnston.
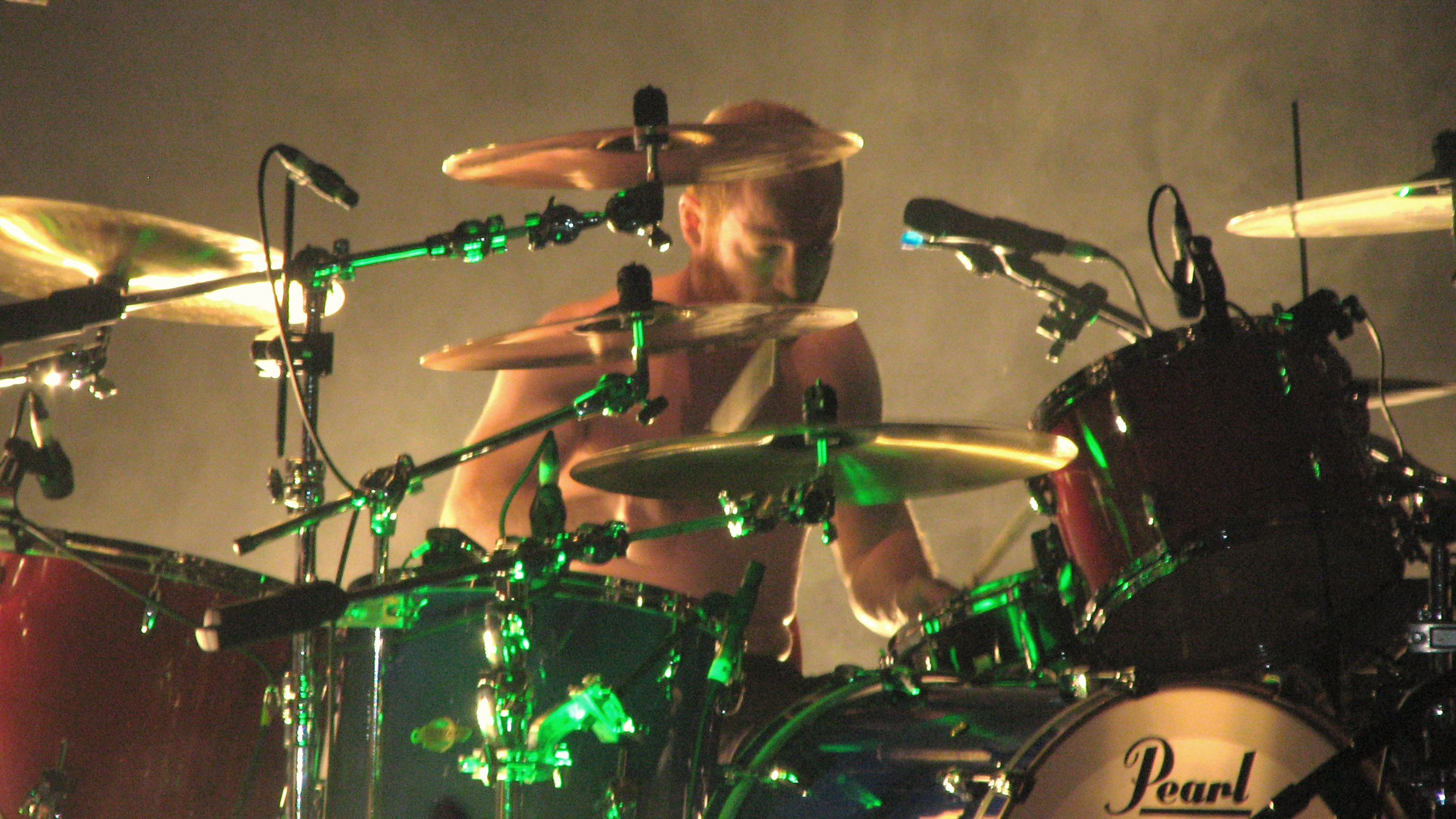
Ben Johnston.

### Membres de tournées
- Mike Vennart - guitare (depuis 2010)
- Richard « Gambler » Ingram - clavier (depuis 2012)

## Discographie

### Albums studio
- 2002 : Blackened Sky
- 2003 : The Vertigo of Bliss
- 2004 : Infinity Land
- 2007 : Puzzle
- 2009 : Only Revolutions
- 2013 : Opposites
- 2016 : Ellipsis
- 2020 : A Celebration of Endings
- 2021 : The Myth of the Happily Ever After
- 2025 : Futique

### Albums live
- 2011 : Revolutions : Live at Wembley
- 2013 : Opposites : Live from Glasgow
- 2018 : MTV Unplugged: Live at Roundhouse, London

### Compilations
- 2008 : Singles 2001-2005
- 2009 : Missing Pieces – The Puzzle B-Sides
- 2010 : Lonely Revolutions
- 2014 : Similarities

## Distinctions

### Disques de certification
| Année | Album                         | Pays        | Certification |
| ----- | ----------------------------- | ----------- | ------------- |
| 2002  | Blackened Sky                 | Royaume-Uni | Argent        |
| 2003  | The Vertigo of Bliss          | Royaume-Uni | Argent        |
| 2004  | Infinity Land                 | Royaume-Uni | Argent        |
| 2007  | Puzzle                        | Royaume-Uni | Platine       |
| 2009  | Only Revolutions              | Royaume-Uni | 2 × Platine   |
| 2011  | Revolutions : Live at Wembley | Royaume-Uni | Argent        |
| 2013  | Opposites                     | Royaume-Uni | Or            |

### Récompenses
| Année | Compétition             | Catégorie              | Objet       |
| ----- | ----------------------- | ---------------------- | ----------- |
| 2008  | UK Festival Awards      | « Best Rock Act »      | Biffy Clyro |
| 2010  | Kerrang! Awards         | « Classic Songwriter » | Biffy Clyro |
| 2010  | Kerrang! Awards         | « Best Music Video »   | The Captain |
| 2010  | NME Awards              | « Best Music Video »   | The Captain |
| 2010  | BBC Radio 1 Teen Awards | « Best Song »          | Bubbles     |
| 2011  | NME Awards              | « Best Live Band »     | Biffy Clyro |
| 2011  | Q Awards                | « Best Live Band »     | Biffy Clyro |
| 2013  | NME Awards              | « Best British Band »  | Biffy Clyro |
| 2013  | Kerrang! Awards         | « Best Album »         | Opposites   |
| 2013  | Q Awards                | « Best Album »         | Opposites   |

### Nominations
| Année | Compétition               | Catégorie                               | Objet            |
| ----- | ------------------------- | --------------------------------------- | ---------------- |
| 2007  | MTV Europe Music Awards   | « New Sounds of Europe UK »             | Biffy Clyro      |
| 2009  | Bandit Rock Awards        | « Best International Breakthrough Act » | Biffy Clyro      |
| 2009  | Bandit Rock Awards        | « Meilleur album à l'international »    | Only Revolutions |
| 2010  | Kerrang! Awards           | « Meilleur groupe britannique »         | Biffy Clyro      |
| 2010  | Barclaycard Mercury Prize | « Album de l'année »                    | Only Revolutions |
| 2010  | iTunes                    | « Album de l'année »                    | Only Revolutions |
| 2010  | Q Awards                  | « Meilleure chanson »                   | The Captain      |
| 2010  | Q Awards                  | « Meilleure vidéo »                     | The Captain      |
| 2011  | NME Awards                | « Meilleur groupe britannique »         | Biffy Clyro      |
| 2011  | Brit Awards               | « Meilleur groupe britannique »         | Biffy Clyro      |
| 2013  | NME Awards                | « Meilleur groupe en concert »          | Biffy Clyro      |